# نشویل (کانزاس)
نشویل (به انگلیسی: Nashville) شهری در ایالت کانزاس کشور ایالات متحده آمریکا است که جمعیت آن در سرشماری سال ۲۰۱۰ میلادی، ۶۴ نفر بوده‌است.